# Landkreis Köthen
Landkreis Köthen was een district (Landkreis) in de Duitse deelstaat Saksen-Anhalt. Het had een oppervlakte van 475,09 km² en een inwoneraantal van 66.160 (31-05-2005).

## Steden
De volgende steden liggen in het district:
- Aken (Elbe)
- Köthen (Anhalt)
- Radegast
- Gröbzig